# Ichthyodes spinipennis
Ichthyodes spinipennis là một loài bọ cánh cứng trong họ Cerambycidae.